# Mauger (Rouen)
Mauger (oder Malger; † 1055) aus der Familie der Rolloniden war ein unehelicher Sohn von Richard II., Herzog der Normandie. Seine Halbbrüder waren die Herzöge Richard III. (reg. 1026 bis 1027) und Robert I. (reg. 1027 bis 1035), der Vater von Wilhelm II. dem Eroberer, sowie Wilhelm von Talou, Graf von Arques.
Wilhelm von Talou und Mauger wurden unversöhnliche Feinde ihres Neffen, Herzog Wilhelm II. Nach dem Tod Roberts II. auf seiner Pilgerreise nach Jerusalem 1027 und während der Minderjährigkeit Wilhelms II., versuchten Wilhelm von Talou und Mauger ihren Neffen durch Verschwörung und Mord beiseitezuschieben. Der Regent des jungen Herzogs, Robert der Däne, Erzbischof von Rouen, starb 1037. Mauger wurde sein Nachfolger, Wilhelm wurde Graf von Arques, in erster Linie, um die Sicherheit und Macht seines Neffen zu gewährleisten.
Anfangs schienen Wilgelm und Mauger die treuesten Gefolgsleute des Herzogs zu sein. Es gelang ihnen, Abstand vom Aufstand von 1047 zu wahren und ihre Ämter nach der Schlacht von Val-ès-Dunes zu behalten.
Wilhelm von Talou kam erst 1052 aus der Deckung, als Arques zum Zentrum eines Aufstands wurde. Er war mit einer Schwester des Grafen Enguerrand II. von Ponthieu verheiratet. Herzog Wilhelm belagerte Arques und schlug die Entsatzarmee aus Frankreich und dem Ponthieu, Talou wurde zur Unterwerfung gezwungen und auf Lebenszeit aus dem Herzogtum verbannt. Mauger wurde durch das Konzil von Lisieux 1054 oder 1055 als Erzbischof abgesetzt und auf die Insel Guernsey verbannt, wo er noch im Jahr 1055 ertrank.